# لگوف
شهر لگوف (به روسی: Льгов) در کشور روسیه و در اوبلاست کورسک واقع شده‌است.